# Spiáter

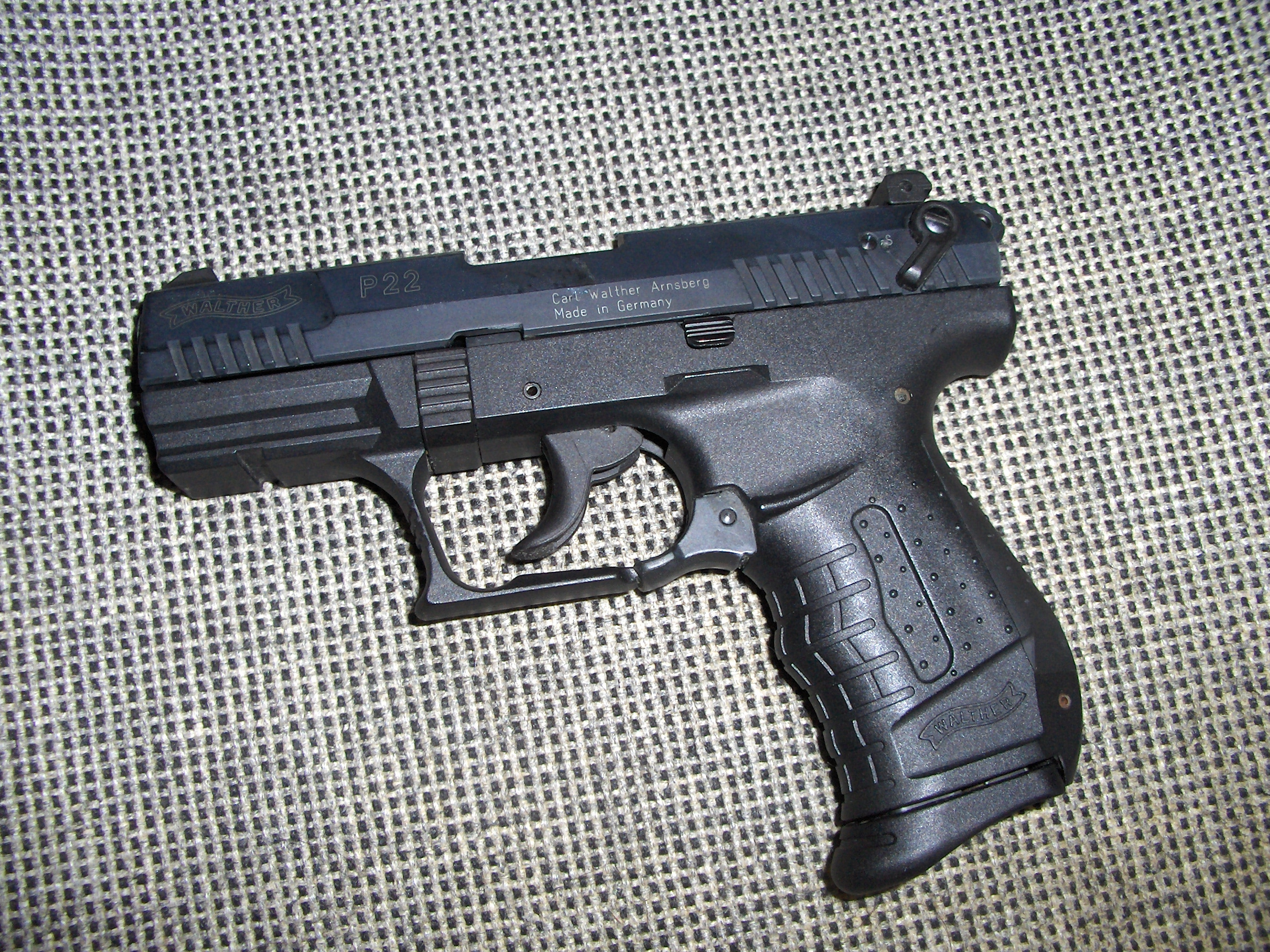
Umarex gyártmányú Walter P22 9 mm öntöltő gázpisztoly

A spiáter (más néven zamak) cink-alumínium ötvözet, csekély rézadagolással, amit a szilárdság növelése érdekében adnak hozzá. A „rézcseppek” elkülönülnek az alumíniumtól, mint a betontól a vas. Alacsony olvadáspontú, nem mágnesezhető, szürkés színű ötvözet. Sűrűsége az ötvözetlen cinkénél valamivel kisebb, könnyebben deformálódik, kopik, mint a vas. Főként gázfegyverekben használatos, amelyek éppen emiatt rövid élettartamúak (200-300 lövés).

## Felhasználása
Mivel szilárdsága alacsony, erős igénybevételű használati tárgyak készítésére alkalmatlan. Dísztárgyak, és kis mechanikai igénybevételnek kitett eszközök készülnek belőle: kulcsok, levélnehezékek, de mivel nagyon jól önthető, bonyolult formákat lehet kialakítani, öngyújtó, karburátor, gáz- riasztófegyver stb.
Olykor a háztartásban olyan helyeken is megtalálható, ahol nem praktikus alkalmazni, ilyen például a konyhai, fürdőszobai csaptelepek esetében történő felhasználása. A réz csaptestek és a cink ötvözetből készülő rögzítő elemek, fogantyúk, tekerőgombok néhány év elteltével a víznek mint elektrolitnak közreműködésével galvanikusan úgy egybeforrnak, hogy a csapok kiszerelése, bárminemű javítása lehetetlenné válik.   